# Comuna de Miłki
Miłki (polaco: Gmina Miłki) é uma gminy (comuna) na Polónia, na voivodia de Vármia-Masúria e no condado de Giżycki. A sede do condado é a cidade de Miłki.
De acordo com os censos de 2004, a comuna tem 3839 habitantes, com uma densidade 22,7 hab/km².

## Área
Estende-se por uma área de 169,43 km², incluindo:
- área agricola: 65%
- área florestal: 14%

## Demografia
Dados de 30 de Junho 2004:
|                      | Total   | Total | Mulheres | Mulheres | Homens  | Homens |
| -------------------- | ------- | ----- | -------- | -------- | ------- | ------ |
|                      | pessoas | %     | pessoas  | %        | pessoas | %      |
| População            | 3839    | 100   | 1892     | 49,3     | 1947    | 50,7   |
| Densidade (pop./km²) | 22,7    | 100   | 11,2     | 11,2     | 11,5    | 11,5   |

De acordo com dados de 2002, o rendimento médio per capita ascendia a 1718,75 zł.

## Comunas vizinhas
- Giżycko, Mikołajki, Orzysz, Ryn, Wydminy